# Horace James Seymour
Sir Horace James Seymour GCMG CVO (* 26. Februar 1885; † 10. September 1978) war ein britischer Diplomat.

## Leben
Horace James Seymour war ein Sohn von Rachel Blanche Lascelles und Hugh Francis Seymour.
Er studierte am Eton College und am Trinity College in Cambridge.
Seymour trat 1908 in den auswärtigen Dienst. 1919 war er Botschaftssekretär zweiter Klasse in Washington, D.C. 1923 war er Botschaftssekretär erster Klasse in den Niederlanden und 1925 Botschaftssekretär erster Klasse in Rom.
Von 9. April 1929 bis 17. Oktober 1932 war er in der Nordabteilung des FCO, die sich unter anderem mit der Sowjetunion beschäftigte, angestellt. Von 1932 bis 1936 war er Büroleiter des britischen Außenministers. Von 1936 bis 1939 war Seymour außerordentlicher Gesandter und bevollmächtigter Minister in Teheran. Von 1939 bis 1942 war er Assistant Under-Secretary of State im Foreign Office. Von 1942 bis 1946 war er Botschafter in China bei Chiang Kai-shek und 1947 wurde er in den Ruhestand versetzt.
Von April bis Juli 1947 war er Mitglied der französisch-siamesischen Grenzkommission in Washington D.C. Im Dezember 1947 wurde er Vorsitzender der britischen Delegation der United Nations Balkans Commission in Thessaloniki.
1917 heiratete Seymour Violet Erskine; sie hatten drei Töchter, Jane (die in der Kindheit am 15. August 1918 starb), Joan und Virginia, und einen Sohn, Hugh Francis Seymour (* 14. Dezember 1926). Sie lebten in Bratton House, Bratton, Westbury, Wiltshire.